# Johnny Sekka
Johnny Sekka (* 14. Juli 1934 in Dakar; † 14. September 2006 in Agua Dulce, Kalifornien) war ein britischer Film- und Fernsehschauspieler.

## Leben und Karriere
Sekka wurde als Lamine Sekka in Dakar, Senegal, als jüngstes von fünf Geschwistern geboren. Sein Vater, der aus Gambia stammte, starb kurz nach Sekkas Geburt. Sekka wuchs bei einer Tante in Georgetown, jetzt Janjanbureh, in Gambia auf, aber er lief davon und lebte in den Straßen der Hauptstadt Banjul, damals Bathurst. Im Zweiten Weltkrieg arbeitete er als Übersetzer auf einem US-amerikanischen Militärflugplatz in Dakar.
Er arbeitete später auf den Docks im Hafen von Dakar. Im Alter von 20 Jahren kam er als blinder Passagier auf einem Schiff nach Marseille und lebte drei Jahre in Paris. 1952 kam er nach Großbritannien und diente zwei Jahre in der Royal Air Force, bis ihn der Schauspieler Earl Cameron überredete, Schauspieler zu werden. Daraufhin besuchte Sekka die Royal Academy of Dramatic Art. Er wurde Stagehand am Royal Court Theatre und trat ab 1958 in Filmen auf. Er hatte eine kleine Rolle 1958 in der Verfilmung des Theaterstücks Blick zurück im Zorn, bei dem Tony Richardson Regie führte, der ihn bereits auf der Bühne gesehen hatte. 1961 hatte Sekka eine Hauptrolle in dem Film Flame in the Streets, in dem er den jamaikanischen Freund der weißen Tochter (gespielt von Sylvia Syms) eines Gewerkschafters (gespielt von John Mills) darstellte. Sekka lebte einige Zeit erneut in Paris, wo er seine spätere Frau Cecilia Enger kennenlernte.
Er wirkte während der 1960er Jahre weiterhin in britischen Filmen mit, wo er stereotype Rollen spielte, wie den Butler in Die Strohpuppe (1964) und in anderen Filmen, wie Östlich vom Sudan (1964), Khartoum (1966) und Die letzte Safari (1967). Auch in Fernsehrollen trat er auf, in Fernsehserien wie Z-Cars, Dixon of Dock Green, Gideon's Way und 1968 in einer Episode von Mit Schirm, Charme und Melone. 1968 spielte er die Hauptrolle in einer West-End-Produktion des Theaterstücks Bakke's Night of Fame von John McGrath. Sekkas Nachruf in The Times hob hervor, dass dies das erste Mal gewesen sei, dass ein schwarzer Schauspieler auf einer englischen Theaterbühne eine Rolle spielte, die nicht ausdrücklich für einen schwarzen Darsteller geschrieben war. Sekka wurde als britisches Äquivalent zu Sidney Poitier gesehen und war frustriert, dass Schauspieler, die zur gleichen Zeit anfingen wie er, Stars wurden, zum Beispiel Sean Connery, Terence Stamp, Michael Caine, Tom Courtenay und John Hurt, und er nicht.
Sekka zog in die USA, mit dem Ziel, bessere Rollen zu bekommen. Er hatte kleine Rollen in den Filmen A Warm December von 1972 und Samstagnacht oben in der Stadt von 1974; bei beiden Filmen führte Poitier Regie. Im erstgenannten Film spielte Earl Cameron, in dem zweiten wirkten Bill Cosby und Richard Pryor mit. Diese Rollen führten zu einer einprägsameren Rolle in der Sitcom Good Times, wo er Ibe, den afrikanischen Freund von Thelma (BernNadette Stanis), spielte. 1976 spielte er in dem Film Mohammed – Der Gesandte Gottes, auch bekannt als The Message, über die Ursprünge des Islam und die Botschaft Mohammeds, in dem er Mohammeds äthiopischen Anhänger Bilāl ibn Rabāh spielte. Sekka trat 1982 in der Komödie Der Geisterflieger auf.
1977 wurde er nicht in Roots besetzt, weil er als nicht amerikanisch genug angesehen wurde, spielte aber 1979 in der Fortsetzung Roots – Die nächsten Generationen mit, wo er einen afrikanischen Übersetzer darstellte. Sekka ist unter Science-Fiction-Fans für seine Rolle als Dr. Benjamin Kyle im Pilotfilm der Fernsehserie Babylon 5, The Gathering, von 1993 bekannt. Wiederkehrende gesundheitliche Probleme zwangen ihn dazu, eine weitere Mitwirkung in der Serie abzulehnen.

## Tod
Schließlich zwang ihn seine Gesundheit, sich komplett von der Schauspielerei zurückzuziehen. Er starb auf seiner Ranch in Agua Dulce (Kalifornien) im Alter von 72 Jahren an Lungenkrebs. Seine Frau Cecilia und ihr gemeinsamer Sohn überlebten ihn.

## Filmografie
- 1959: ITV Television Playhouse
- 1961: Flame in the Streets
- 1962: The Wild and the Willing
- 1964: Die Strohpuppe (Woman of Straw)
- 1964: Z-Cars
- 1964: Östlich vom Sudan (East of Sudan)
- 1966: Khartoum – Aufstand am Nil (Khartoum)
- 1967: Die letzte Safari (The Last Safari)
- 1968: Mit Schirm, Charme und Melone (The Avengers)
- 1969: Der Stern des Südens (The Southern Star)
- 1971: Things Fall Apart
- 1972: Reou-Takh
- 1972: Incense for the Damned
- 1973: Unter tödlicher Sonne (Charley One-Eye)
- 1973: A Warm December
- 1974: Besuch bei einem Häuptlingssohn (Visit to a Chief's Son)
- 1974: Samstagnacht im Viertel der Schwarzen (Uptown Saturday Night)
- 1976: Mohammed – Der Gesandte Gottes (The Message)
- 1977: Good Times
- 1977: The African Queen
- 1977: Kingston: Confidential
- 1978: The Hardy Boys/Nancy Drew Mysteries
- 1979: Roots – Die nächsten Generationen (Roots: The Next Generations, Fernsehserie)
- 1979: Ashanti
- 1981: Charlie Chan und der Fluch der Drachenkönigin (Charlie Chan and the Curse of the Dragon Queen)
- 1982: Der Geisterflieger (Hanky Panky)
- 1982: Die Himmelhunde von Boragora (Tales of the Gold Monkey, Fernsehserie)
- 1984: Master of the Game
- 1985: Jackpot
- 1988: Frank’s Place
- 1989: Mord im Paradies (Passion and Paradise)
- 1993: Babylon 5